# Thorbjörn
Thorbjörn oder Torbjörn, norwegisch Thorbjørn bzw. Torbjørn, altnordisch und isländisch Þorbjörn, ist ein männlicher Vorname, der besonders in Schweden und Norwegen verbreitet ist.

## Herkunft und Bedeutung des Namens
Aus dem Nordgermanischen von Thor: Donnergott und Björn: Bär, Häuptling

## Varianten
- Thorbjörn, Torbjörn (schwed.), Thorbjørn, Torbjørn (norw.), Þorbjörn (Isl.)
- Torben ist eine dänische Variante des norwegischen Thorbjørn, Thorben die entsprechende schwedische Schreibweise.
- Thorburn

Abkürzungen sind: Tore, Tove

## Namensträger

### Thorbjörn
- Thorbjørn Berntsen (* 1935), norwegischer Politiker
- Thorbjørn Egner (1912–1990), norwegischer Kinderbuchautor
- Thorbjörn Fälldin (1926–2016), schwedischer Politiker
- Thorbjørn Jagland (* 1950), norwegischer Politiker
- Thorbjørn Lausten (* 1945), dänischer Lichtkünstler
- Thorbjørn Risager (* 1971), dänischer Musiker
- Thorbjørn Svenssen (1924–2011), norwegischer Fußballnationalspieler

### Torbjörn
- Torbjörn Arvidsson (* 1968), schwedischer Fußballspieler
- Torbjörn Blomdahl (* 1962), schwedischer Karambolage-Billardspieler
- Torbjörn Ek (1949–2010), schwedischer Fußball- und Bandyspieler
- Torbjørn Falkanger (1927–2013), norwegischer Skispringer
- Torbjörn Hedwall (* 1965), schwedischer Eishockeytrainer
- Torbjørn Hummel (* 1955), dänischer Schauspieler und Synchronsprecher
- Torbjörn Jonsson (1936–2018), schwedischer Fußballspieler
- Torbjörn Kornbakk (* 1965), schwedischer Ringer
- Torbjörn Lagerwall (* 1934), schwedischer Physiker und Erfinder
- Torbjørn Løkken (* 1963), norwegischer Nordischer Kombinierer
- Torbjörn Lundquist (1920–2000), schwedischer Komponist und Dirigent
- Torbjörn Nilsson (* 1954), schwedischer Fußballspieler und -trainer
- Torbjørn Vereide (* 1989), norwegischer Politiker
- Torbjørn Yggeseth (1934–2010), norwegischer Skispringer

### Þorbjörn
- Þorbjörn hornklofi (fl. 9. oder 10. Jahrhundert), norwegischer Skalde

### Familienname
- Ulla Thorbjørn Hansen (* 1966), dänische lutherische Bischöfin

## Weitere Namensverwendung
- Torbjørnskjer, Felsvorsprünge im Königin-Maud-Land, Antarktika
- Þorbjörn, Berg auf Island